# Luis Antúnez Monzón
Luis Antúnez Monzón (Las Palmas de Gran Canaria, 1845-Barcelona, 5 de diciembre de 1915) fue un político español, gobernador civil de Barcelona a finales del siglo XIX.

## Biografía
De origen humilde, llegó a ser gobernador civil de Orense (1881), Córdoba, Lérida y Barcelona. Este cargo lo ocupó de 1886 a 1890, coincidiendo como alcalde de Barcelona Francisco de Paula Rius y Taulet, a quién apoyó en el embellecimiento de la ciudad. Una de sus mejores actuaciones fue la conexión de la red de cloacas de Gracia con la de Barcelona, cosa que dejó Gracia prácticamente libre de inundaciones.

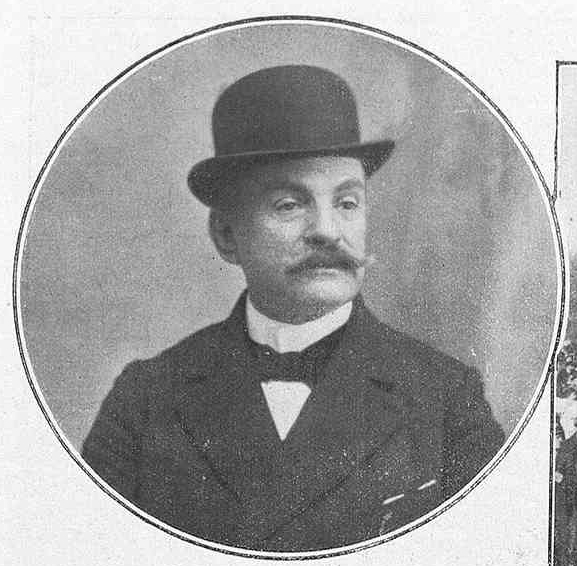
Retrato fotográfico de Luis Antúnez y Monzón

También fue accidentalmente gobernador civil de Madrid. Fue promotor de empresas importantes en las Palmas de Gran Canaria, entre ellas las que establecieron el primer tranvía de vapor entre Las Palmas de Gran Canaria y el Puerto, que después más tarde, el Banco de Castilla transformó en eléctrico. También hizo construir las Escuelas de su nombre en el barrio de las Alcaravaneras e hizo una notable contribución al asilo de San José.
Dejó una cantidad considerable para construir la iglesia de Nuestra Señora del Pino, en el barrio de Santa Catalina, donde reposan sus restos y las de su familia. Falleció el 5 de diciembre de 1915 en Barcelona.